# Erik Klepton
Erik Patrik Klepton (engl. Eric Patrick Clapton; Ripli, 30. mart 1945, poznat pod nadimkom „Slouhend“ (engl. Slowhand - „spororuki“) engleski je rok-gitarista, pevač i kompozitor. Jedini je muzičar koji je tri puta priman u Rokenrol kuću slavnih. Muzički kritičari i publika smatraju ga jednim od najvećih gitarista svih vremena. Erik Klepton je rangiran kao 2. na Roling stounovoj listi najvećih gitarista svih vremena i kao 53. na njihovoj listi 100 najvećih umetnika svih vremena.
Mada se Kleptonov muzički stil vremenom menjao, uvek je zadržao deo bluz-korena. Klepton je bio i inovator u nekim od faza svoje karijere, kao što je bluz-rok faza sa Bluzbrejkersima
Džona Mejola te Jardberdsima (engl. John Mayall & the Bluesbreakers and The Yardbirds) ili psihodelični rok sa grupom Krim (engl. Cream).
Klepton je primio 18 nagrada Gremi, i Brit nagradu za izvanredan doprinos muzici. Godine 2004. on je nagrađen sa  u Bakingamskoj palati za muzičke zasluge. On je primio četiri Ajvor Novelove nagrade od Britanske akademije tekstopisaca, kompozitora i autora, uključujuči nagradu za životno delo. Tokom svoje solo karijere, Klepton je prodao više od 100 milion ploča širom sveta, što ga čini jednim od najprodavanijih muzičara svih vremena. Godine 1998. je Klepton, kao alkoholičar u oporavku i zavisnik od droge, osnovao je Krosrouds centar na Antigvi, medicinsku ustanovu za oporavak zavisnika.

## Početak
Erik Klepton je sin tadašnje engleske 16-godišnjakinje i 24-godišnjeg kanadskog vojnika koji je pre njegovog rođenja otišao u rat i po završetku rata se vratio u Kanadu. Klepton je odrastao sa svojom bakom i njenim drugim mužem, koje je smatrao svojim roditeljima, a majku starijom sestrom. Nakon nekoliko godina njegova majka se udala za drugog kanadskog vojnika i odselila se u Kanadu, a Erik je ostao s bakom u Engleskoj.
Svoju prvu gitaru (nemačku akustičnu gitaru Hojer) dobio je za svoj 13. rođendan. Bio je neugodno iznenađen koliko je teško da se nauči da se svira na instrumentu sa metalnim žicama zbog lošeg podešavanja i gotovo je odustao od sviranja. Uprkos frustracijama, uticaj bluza od malih nogu podstaknuo ga je na neumorno vežbanje i po nekoliko sati dnevno nakon što je nabavio polovnu Vošbern gitaru. Njegova prva električna gitara bila je Kaj, kopija Gibsona ES-335. Sa 17 godina, napustivši školu, počeo je da nastupa po pubovima u okolini svog rodnog grada, te se uskoro pridružio svojoj prvoj grupi „The Roosters”, da bi u oktobru 1963. godine postao član „Jardberdsa”.

## Gitare i oprema
Klepton je, kao i njegovi muzički savremenici, imao je presudan i rasprostranjen uticaj u popularizaciji pojedinih modela električnih i akustičnih gitara.
Sa Jardberds je u početku menjao razne modele da bi sredinom 1965. godine postao ekskluzivni Gibson izvođač nakon što je u jednom Londonskoj muzičkoj prodavnici nabavio korištenu gitaru tipa Gibson Les Pol sanberst standard, koja mu je kasnije ukradena. Sa grupama Krim i Blajnd fejt koristi gitare Gibson Fajerbird, Gibson-ES335 i Gibson SG. Dve najzanimljivije i najznačajnije gitare koje je Klepton koristio pre odlaska u solo vode, zasigurno su već gore spomenuti Gibson 1960 Les Pol Standard nazvan „Beano burst” te Gibson SG Standard nazvan „Fool SG”. Klepton je koristio „Beano Les Paul” na albumu grupe Džon Mejol i Bluzbrejkersi „Bluzbrejkersi sa Erikom Kleptonom” (album poznat i pod imenom „Bino album” zbog toga što Klepton na slici albuma drži strip imena „Bino”). Odatle dolazi i naziv „Bino Les Pol”. Možda još zanimljivija gitara je SG Standard poznatija kao „Ful SG” ili „Ful gitara”. Klepton počinje da koristi „Ful SG” nakon što mu je 1966. godine ukraden „Bino Les Pol”. „Ful SG” je Gibson SG Standard iz 1964, koja je zanimljiva zbog specifičnog psihodeličnog crteža na telu gitare. Crtež je napravio holandski grafički studio „The Fool”, o čega verojatno potiče i naziv gitare. Ovo je gitara koju Klepton najčešće koristi u periodu od 1966. godine do novembra 1968. godine. Mnogi veruju da mu je gitaru poklonio Džordž Harison koji ju je svirao na pesmi „Dajtriper” od Bitlesa.
Krajem 1969. godine Klepton prelazi na Fender stratokaster pod uticajem muzičara kao što su Badi Holi, Badi Gaj i posebno Džimi Hendriks i Stiv Vinvud. Njegov prvi Strat je dobio nadimak Brauni, kupljen je u Londonu i na njemu su odsvirana prva dva albuma Kleptonove solo karijere, uključujući i hitove poput „Layle” i obrade Džej Džej Kejlove pesme „After Midnight”. Nakon 1971. godine Brauni služi kao druga gitara glavnom Erikovom Stratu zvanom Bleki. Krajem 1970. godine tokom američke turneje sa Dominos, Klepton je u Nešvilu u jednoj prodavnici gitara kupio šest korištenih Stratova proizvedenih 1956/1957. po ceni od 100 dolara svaki. Po jednog su dobili na poklon njegovi bliski prijatelji Džordž Harison, Stiv Vinvud i Pit Taunsend, a od preostale tri Klepton je (koristeći njihove najbolje komponente) sastavio Bleki. Bila mu je omiljena studijska i scenska gitara do penzionisanja 1985. godine zbog problema s vratom.
Klepton za električne gitare koristi žice Erni bol slinki (.010) i Super slinki (.009). Za akustične gitare koristi žice Fosfor bronz lajt, MEC-12 lait, kao i razne modele gitara preduzeća K. F. Martin i kompanija, od kojih je najpoznatija 000-42 na kojoj je odsvirao Anplagd album. U novije vreme koristi posebno dizajniranu gitaru istog proizvođača s njegovim potpisom; model 000-ECHF.
Od pojačala najčešće je koristio Maršal i Voks AC30. Jedan od načina na koji je postizao svoj jedinstveni distorzirani, puni, ali prigušeni zvuk (i koji su mnogi bezuspešno pokušavali postići), da je na pojačalu potenciometar za jačinu bio na maksimumu, a na gitari potenciometar ton na nuli. (npr. „Sunshine of Your Love”). Za vreme Krim super grupe Klepton najviše koristi Maršall pojačala i to najviše pojačalo Maršall JTM 45/100, pojačalo poznato i kao Maršall Super 100. Radi se o gitarskoj glavi jačine 100W uparenoj sa dve Maršall zvučne kutije u kojima su se nalazila po četiri Celestion G12M 20W zvučnika. Pojačalo je radilo na KT66 lampama, koje su najzaslužnije za „topao” gitarski zvuk po kojem je Klepton poznat na početku svoje karijere. Ovo pojačalo Klepton intezivno koristi u periodu između 1966. i 1967. godine. Zbog toga je uvaženo mišljenje da je album „Freš krim”" grupe Krim u potpunosti snimljen na ovom pojačalu. Nakon 1967. godine Klepton prelazi na novu liniju pojačala preduzeća Maršall, s nazivom Maršall super lid koja su poznata i kao „Pleksi” pojačala. Radi se o pojačalu snage 100W, ali ovog puta sa EL34 lampama, što ponovno Kleptonu daje drugačiji zvuk na raspolaganje. Ovo pojačalo je puno agresivnije u smislu da je glasnije i brže „distorzira”.

## Diskografija
- (1970)
- (1974)
- (1975)
- (1976)
- (1977)
- (1978)
- (1981)
- (1983)
- (1985)
- (1986)
- (1989)
- (1992)
- (1994)
- (1998)
- (2001)
- (2004)
- (2004)
- (2005)
- (2010)
- (2013)
- (2014)
- (2016)
- (2018)
- (2024)

## Kleptonova muzika korišćena u filmovima i na televiziji
- – (glavna muzika)
- Epizoda u seriji
- Epizoda u seriji
- Epizoda u seriji The Sopranos - Whitecaps (2002) – Toni Soprano sluša pesmu

## Literatura
- Eric Clapton, Clapton, The Autobiography, 2007 and 2008, Broadway Books, 352 pp. / Arrow, 400 pages / Century, 384 pp.
- Eric Clapton, Derek Taylor and Peter Blake, 24 Nights, Genesis Publications, 2 volumes, 1992, 198 and 64 pp. Eric Clapton's signed limited edition books, in a Solander box with 2 live CD
- Ray Coleman, Clapton!: The Authorized Biography, Warner Books, 368 pp, or Futura, 336 pages, 1986; originally publ. as "Survivor: The Authorized Biography", Sidgwick & Jackson, 1985, 300 pp.
- Christopher Hjort w/ a foreword by John Mayall, Strange brew: Eric Clapton and the British Blues Boom, 1965–1970, Jawbone, 2007, 352 pp.
- Marc Roberty, Eric Clapton: The Complete Recording Sessions 1963–1992, Blandford or St. Martin's Press, 1993, 192 pp.
- Marc Roberty, Slowhand: The Life & Music of Eric Clapton, Octopus or Harmony, 1991, 176 pp; upd. ed. Crown, 1993, 192 pp.
- Marc Roberty, Eric Clapton in His Own Words, Omnibus Press, 1993, 96 pp.
- Marc Roberty, Eric Clapton: The New Visual Documentary, Omnibus Press, 1990, 128 pp.; rev. ed., 1994, ...pp.; originally publ. as Eric Clapton: A Visual Documentary, 1986, . pp.
- Marc Roberty, Eric Clapton: The Man, the Music and the Memorabilia, Paper Tiger-Dragon's World, 1994, 226 pp.
- Marc Roberty, The Complete Guide to the Music of Eric Clapton, Omnibus Press, 1995, 152 pp. CD format; rev. ed., 2005, 128 pp.
- Michael Schumacher, Crossroads: The Life and Music of Eric Clapton, Hyperion, 1995, 388 pp.; rev. ed, Time Warner p'backs, 1998, 411 pp.; new ed. titled Eric Clapton, Sphere, 2008, 432 pp.
- Harry Shapiro, Eric Clapton: Lost in The Blues, Guinness Books or Muze, 1992, 256 pp.; rev. ed. Da Capo press, 1193, 225 pp.; originally publ. as Slowhand: The Story of Eric Clapton, Proteus Books, 1985, 160 pp.
- Dave Thompson, Cream: The World's First Supergroup, Virgin Books, 2005, 256 pp.; rev., upd. & illustr. ed. titled Cream: How Eric Clapton Took the World By Storm, 2006, 320 pp.
- Steve Turner, Conversations with Eric Clapton, London: Abacus, 1976, 116 pp.
- Brewster, David M. Clapton (2003). „Eric”. Introduction to Guitar Tone & Effects. Hal Leonard Corporation. стр. 54. ISBN 978-0-634-06046-5.
- H. P. Newquist and Richard Maloof (2003). „Eric Clapton”. The Blues-Rock Masters. Backbeat Books. стр. 27. ISBN 978-0-87930-735-6.
- Pete Prown and Lisa Sharken (2003). „Eric Clapton”. Gear Secrets of the Guitar Legends. Backbeat Books. стр. 6. ISBN 9780879307516.

## Spoljašnje veze
- Zvaničan sajt
- Erik Klepton na sajtu  (jezik: engleski)
- Erik Klepton на веб-сајту Енциклопедија Британика (језик: енглески)